# Mayblossom (film fra 1917)
Mayblossom er en amerikansk stumfilm fra 1917 af Edward José.

## Medvirkende
- Pearl White - Annabel
- Hal Forde - Warner Richmond
- Fuller Mellish